# Сплячка

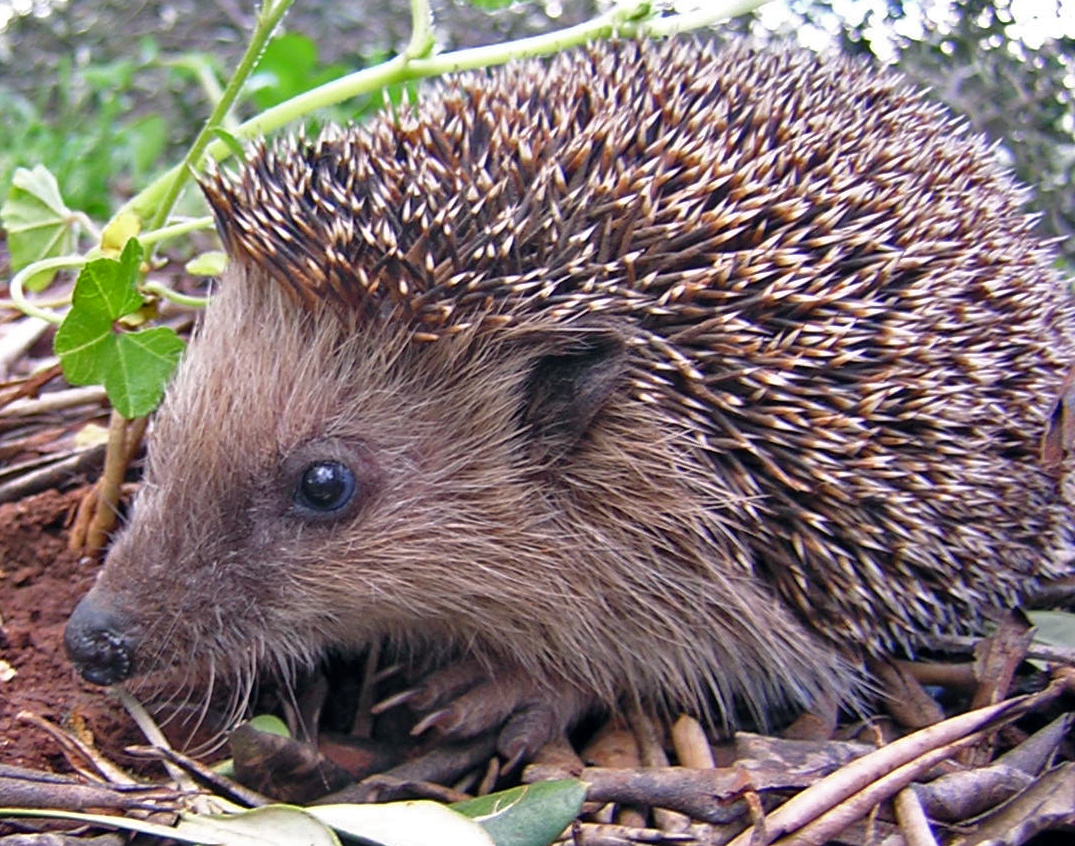
Їжак європейський — приклад дрібного ссавця, що впадає у сплячку

Спля́чка (вкл. гібернація, естивація, торпор) — період сповільнення життєвих процесів та метаболізму у тварин. Характеризується зниженням температури тіла, уповільненням дихання, та всіх процесів метаболізму. Основне фізіологічне призначення сплячки спрямовано на збереження енергії в період несприятливих природних умов (морозів, браку їжі).

## Гібернація, естивація, торпор
Розрізняють сезонну й несезонну (при певних обставинах) сплячку. Сезонна сплячка може бути літньою (естивація) та зимовою (гібернація).
Серед ссавців до сплячки вдаються кажани, гризуни, один вид лемурів, європейський їжак та інші комахоїдні, сумчасті. Пліній Старший вважав, що ластівки теж здатні до сплячки, але це твердження є помилковим  — птахи, за винятком дрімлюг, зазвичай до сплячки не вдаються, а вдаються лише до торпору. Втім, багато науковців вважають, що безперервний щоденний торпор власне і є сплячкою.

## Фізіологія сплячки
Сплячка може продовжуватись від кількох днів до кількох місяців, залежно від виду, температури на дворі та інших умов довкілля. Зимова сплячка зазвичай характеризується періодами дійсної сплячки та періодами, коли температура тіла вертається до звичайних значень. Впродовж сплячки організм тварини харчується завдяки запасам поживних речовин, накопичених напередодні (жиру та ін.).

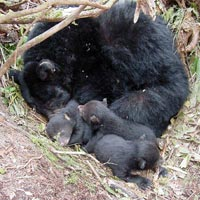
Ведмедиця зі своїм виводом у барлозі

Тварина, що її традиційно вважають здатною до впадіння в сплячку, це ведмідь. Але ступінь пригнічення метаболічних процесів у ведмедя взимку набагато менший, аніж у гризунів, комахоїдних, та інших тварин — тож зазвичай біологи вважають, що це не можна називати справжньою біологічною сплячкою. Також у ведмедя при сплячці температура тіла знижується не дуже сильно (від 37° до приблизно 31 °C), і легко й швидко відновлюється. Процес схожий на сплячку відомий у кількох видів рептилій — але чи дійсно це сплячка, досі невідомо.
Звичайно перед сплячкою тварини посилено харчуються і нагромаджують відносно великі запаси поживних речовин у вигляді жиру. Кілька видів проводять у сплячці частину вагітності, і в цьому випадку пологи відбуваються відразу по закінченні сплячки.
Кілька десятків років вважалось, що гігантська акула в зимовий період, опускаючись до придонних горизонтів північних районів океану, впадає в сплячку. Але дослідження, проведені 2003 року Девідом Сімсом, спростували це припущення, показавши, що акули в цей період активно пересуваються в пошуках місць з найбільшою кількістю планктону.
Вважають, що саме завдяки впадінню в сплячку еполетові акули здатні виживати довгий час без кисню, навіть вийнятими з води та обсохлими, при температурі повітря до +26 °C. Інші тварини, що можуть довгий час обходитись без кисню — це золота рибка, червоновуха черепаха, лісова жаба та гірський гусак (Anser indicus).

### Сплячка у приматів
Дотепер вважалось, що явище сплячки не спостерігається серед приматів. Але фізіолог Катрін Даусман, з Марбурзького університету (Німеччина), разом зі своїми співробітниками опублікувала в журналі Nature (за 24 липня 2004 року) докази того, що малий карликовий лемур, з Мадагаскару, проводить у сплячці в дуплах дерев сім місяців на рік. Це надзвичайно цікаво з огляду на той факт, що зимова температура на Мадагаскарі може сягати понад 30 °C, тож сплячка цього лемура, судячи з усього, викликана насамперед не необхідністю перечекати низькі температури. Сплячка цього лемура значною мірою залежить від будови дупла: якщо дупло погано ізольоване від навколишнього повітря, то температура тварини коливається в широких межах паралельно з температурою довкілля; але при якісній ізоляції дупла температура тіла тварини тримається стабільно низькою, з періодичними зростаннями, коли лемур прокидається. Також група Даусман показала, що сповільнення метаболізму в цієї тварини не вимагає обов'язкового зниження температури тіла.